# Bisdom Ambikapur
Het bisdom Ambikapur (Latijn: Dioecesis Ambikapurensis) is een rooms-katholiek bisdom met als zetel Ambikapur, in India. Het bisdom is suffragaan aan het aartsbisdom Raipur. 

## Geschiedenis
Het bisdom werd opgericht op 10 november 1977, als afsplitsing van het bisdom Raigarh-Ambikapur, en was suffragaan aan het aartsbisdom Bhopal. Op 24 februari 2004 veranderde het van kerkprovincie en werd suffragaan aan het aartsbisdom Raipur.  

## Parochies
Het bisdom had in 2020 een oppervlakte van 22.337 km2 en telde 2.973.000 inwoners waarvan 3,4% rooms-katholiek was.

## Bisschoppen
- Philip Ekka (10 november 1977 - 20 oktober 1984)
- Paschal Topno (28 oktober 1985 - 20 mei 1994)
- Patras Minj (5 juli 1996 - 22 december 2021)
- Antonis Bara (22 december 2021 - heden)

Raipur (aartsbisdom) · Ambikapur · Jagdalpur (Syro-Malabar) · Jashpur · Raigarh